# Zhemao-hoax

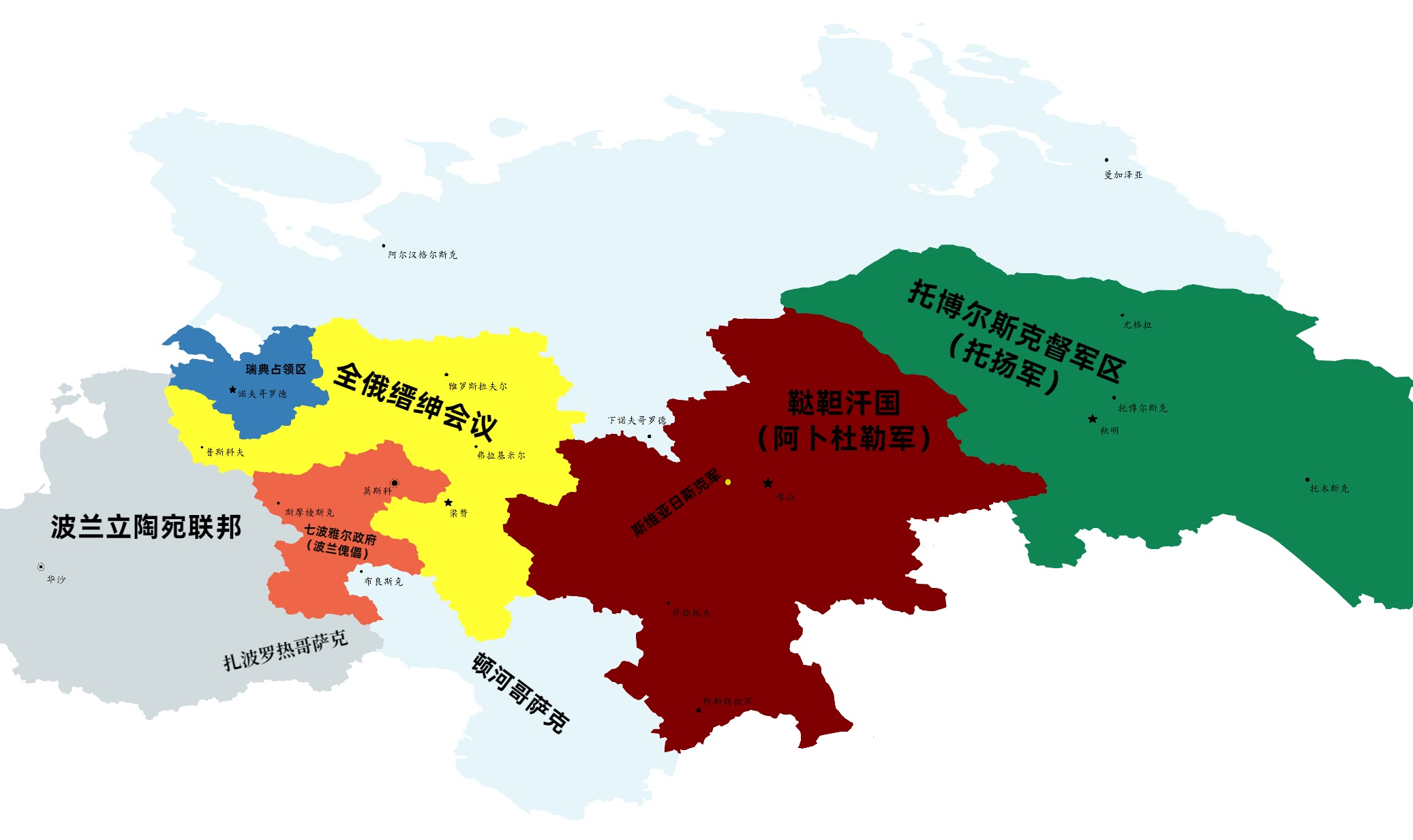
Een kaart gemaakt door Zhemao voor gebruik in het hoax-artikel "Tataarse Opstand"

Zhemao (Chinees: 折毛) was een gebruiker op de Chinese Wikipedia die van 2012 tot 2022 op grote schaal verzonnen artikelen aanmaakte, voornamelijk over de middeleeuwse geschiedenis van Rusland. De Chinese vrouw deed zich voor als academicus en dochter van een Chinese diplomaat in Rusland. Ook gaf ze aan een PhD in geschiedenis aan de Staatsuniversiteit van Moskou te hebben behaald.
Ze schreef meer dan 200 fictieve artikelen en miljoenen woorden over gefantaseerde geschiedenis. De pagina's gingen onder andere over Russische munten, onbestaande oorlogen, veldslagen, staten, aristocraten, ingenieurs en documenten. Zhemao ging inventief te werk en kon zo jarenlang ongestoord te werk gaan. Ze verwees vaak naar ingewikkelde bronnen, zoals een grote boekenserie van oude Russische schrijvers.
Sommige artikelen van Zhemao vielen op vanwege de lengte en details, en werden daarom door anderen vertaald naar onder meer het Engels. Een artikel over de deportatie van Chinezen in de Sovjet-Unie dat door haar sterk was bewerkt, werd zelfs uitgelicht door Wikipedia zelf en vertaald voor meerdere andere Wikipedia-taalversies.

## Ontdekking

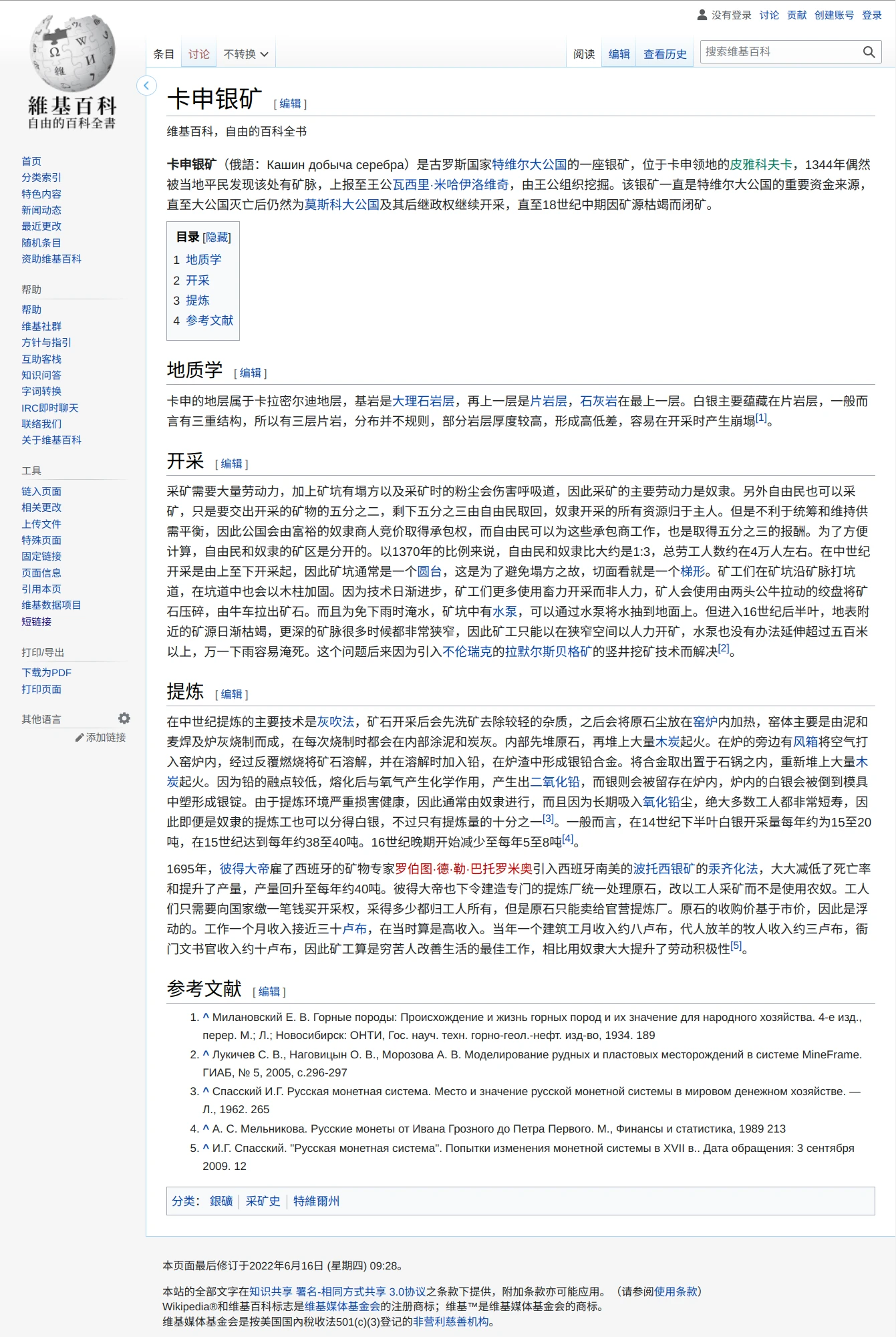
Het artikel over de "Kasjin-zilvermijn"

De nepartikelen kwamen in juni 2022 aan het licht. De Chinese romanschrijver Yifan, die onderzoek deed voor een boek, ontdekte het bedrog toen hij op een artikel terechtkwam over een zilvermijn in Kasjin. In het verzonnen artikel van Zhemao was onder andere het volgende te lezen (vertaald):
De Kasjin-zilvermijn (Russisch: Кашин добыча серебра) is een zilvermijn in het Groothertogdom Tver in het oude Rusland. Het ligt in Piakovka op het grondgebied van Kasjin. In 1344 werd door lokale burgers bij toeval ontdekt dat er daar aders waren en ze meldden dit aan prins Vasilij Michajlovitsj, die een opgraving organiseerde. De zilvermijn is altijd een belangrijke geldbron geweest voor het Groothertogdom Tver. Het werd verder ontgonnen door het Groothertogdom Moskou en zijn opvolger tot de ondergang van het Groothertogdom. Het werd gesloten tot het midden van de 18de eeuw als gevolg van de uitputting van de mijn.
Toen Yifan dit verhaal door mensen die Russisch spraken liet nalezen voor een factcheck, kwam hij erachter dat de boeken die Zhemao benoemde helemaal niet bestonden. De experts die hij raadpleegde, wezen ook op haar lange beschrijving van oude conflicten tussen Slavische staten, die echter niet in Russische geschiedenisboeken terug te vinden waren.

## Gevolgen
Op 17 juni 2022 werd Zhemao voor onbepaalde tijd geblokkeerd op de Chinese Wikipedia wegens "het creëren van een groot aantal valse bijdragen".
Op 18 en 19 juni 2022 publiceerde Zhemao een excuusbrief op haar gebruikerspagina op de Engelstalige Wikipedia, waarin ze aangaf grote spijt te hebben van haar acties.